# Uzavřená zóna Černobylské jaderné elektrárny

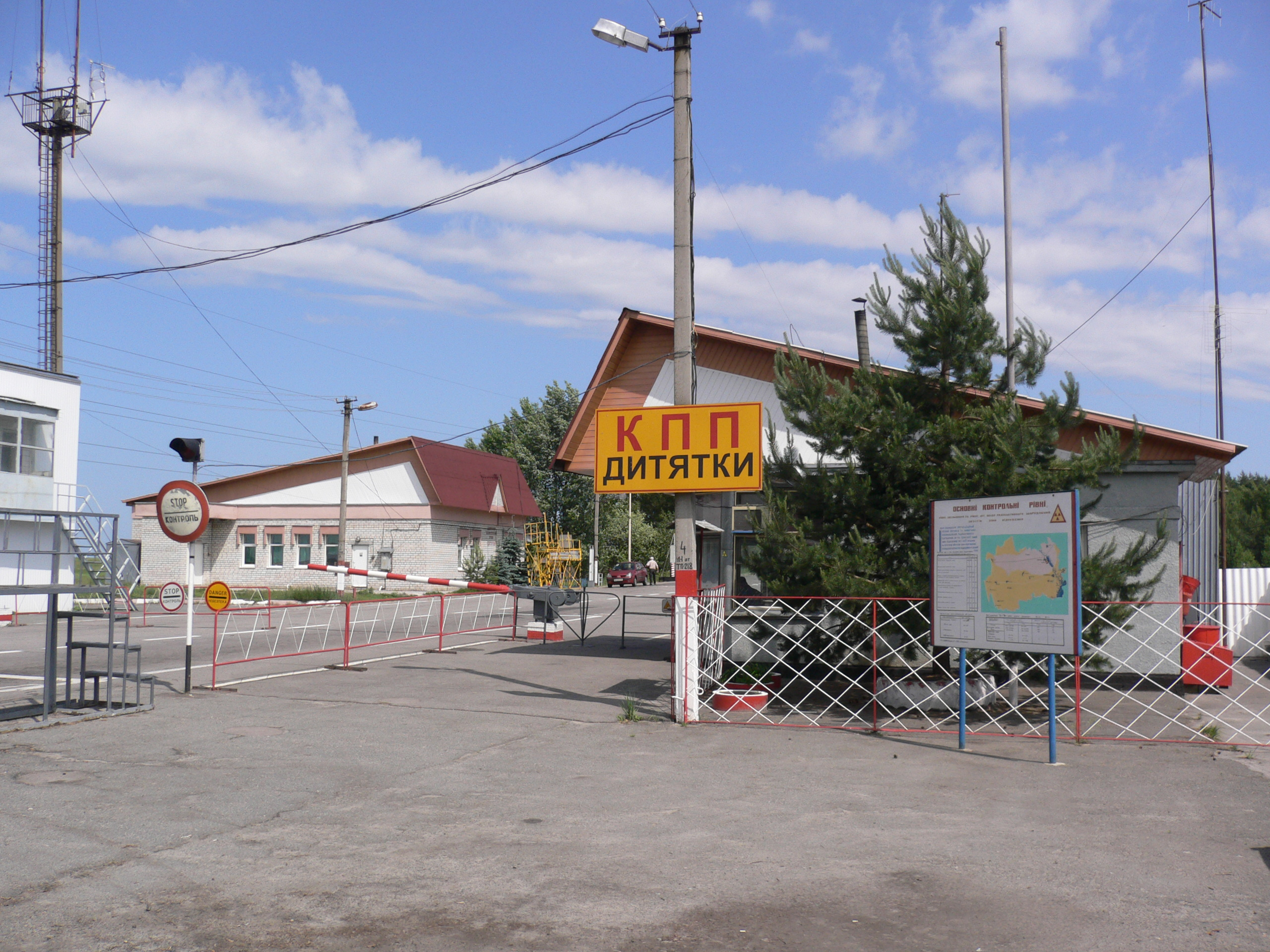
Vstup do zóny

Uzavřená zóna Černobylské jaderné elektrárny je oblast s regulovanou možností vstupu a pobytu z důvodů radioaktivní kontaminace způsobené černobylskou havárií v sobotu 26. dubna roku 1986. Nachází se na území Kyjevské a Žytomyrské oblasti Ukrajiny a na severu sousedí s běloruskou Poleskou státní radiačně-ekologickou rezervací.
Zóna je rozdělena na 2 části, vnitřní o průměru 10 km a vnější 30 km od místa nehody. Do vnitřní zóny mají vstup povolen pouze zaměstnanci elektrárny, vědci a na omezené povolení také účastníci exkurzí. Do vnější zóny se již pak pomalu na vlastní nebezpečí a dobrovolně vracejí lidé dříve vystěhování při evakuaci. Tito lidé, spíše vyššího věku, dostávají od státu příspěvek na nákup a dovoz vody a bezpečných potravin, vypěstovaných mimo zónu.

Uzavřená zóna Černobylské jaderné elektrárny, mapa

Vnější zóna sahá až za hranice Ukrajiny, konkrétně zasahuje až do Běloruska a části Ruska. Bělorusko bylo zasaženo nejvíce a na největším území. Silné zamoření tam sahá i za hranice 30 km zóny. Danou oblast vyhlásilo Bělorusko jako národní rezervaci, kam je vstup zakázaný nebo nedoporučovaný.
Tím, že se z oblasti evakuovali lidé, dostala příroda možnost se se situací vypořádat po svém a bere si pomalu vše člověkem stvořené zpět. I přes vyskytující se radioaktivitu dnes v zóně vznikla jedinečná přírodní rezervace, kam se postupně vrací mnoho divoké zvěře. Zabydluje se i v lidmi opuštěných staveních. Tím vzniká jedinečná rozmanitost druhů. Dva roky po nehodě byli vypuštěni koně Převalského a navzdory radioaktivní potravě se jim daří dobře. Populace se rychle rozrostla a to dnes láká pytláky. Taktéž místní vody a řeky jsou plné ryb a vodních živočichů.